# Der Eid des Stephan Huller (1912)
Der Eid des Stephan Huller ist ein zweiteiliges deutsches Stummfilmdrama aus dem Jahre 1912 von und mit Viggo Larsen. An seiner Seite spielt Wanda Treumann die weibliche Hauptrolle. Die Geschichte basiert auf dem gleichnamigen, ebenfalls 1912 publizierten Roman von Felix Hollaender.

## Handlung
Die Geschichte spielt zunächst im Artisten- bzw. Zirkusmilieu. Hier treten die drei Hullers unter der Führung des Vaters Friedrich Huller mit einer spektakulären und äußerst publikumswirksamen Trapeznummer auf. Im ersten Akt des ersten Teils wird nun das Künstlerleben der Hullers – Vater, Mutter und Sohn – ausgiebig vorgestellt, ohne dass etwas Spektakuläres passiert. Spätere Aufnahmen zeigen die anfängliche Harmonie zwischen den Eheleuten und deren Zusammenarbeit unter der Zirkuskuppel, bis eines Tages ein großes Unglück mit enormer Tragweite über die gesamte Familie hineinbricht. Hullers Frau nämlich nimmt es mit der Treue nicht so genau und wird die Geliebte eines Anderen namens Borellya. Das Drama um die drei Protagonisten, eine Frau zwischen zwei Männern, hat einen tödlichen Ausgang. Außer sich vor Zorn über die Untreue seine Gattin bringt Friedrich Huller den Nebenbuhler um. Dafür muss er ins Gefängnis gehen.
Friedrich Huller, der den Verführer seiner Gattin ermordet hatte, verabschiedet sich im Gefängnis von seinem kleinen Sohn Stephan. Der Vater konnte die Untreue seiner Frau nicht verwinden. Stephan muss seinem Vater gegenüber schwören, nicht denselben Fehler zu machen und zu heiraten. Dann nimmt sich Friedrich Huller das Leben. Der vom Vater abverlangte Eid des Stephan Huller soll fortan schwer auf dem Jungen lasten. Er versucht, allen Frauen aus dem Weg zu gehen, bis er eines Tages die junge Haise Massenger aus einer Bredouille rettet. Man freundet sich an, und obwohl Stephan den geleisteten Eid niemals vergessen kann, will er doch unbedingt das reizende Mädchen näher kennenlernen. Beide jungen Leute verlieben sich, doch um Haise klarzumachen, weshalb er ihr nicht gehören kann, verrät Stephan sein schreckliches Geheimnis vom abgeleisteten Eid gegenüber dem toten Vater. Haise will und kann dies nicht akzeptieren. Stephan versucht die Stadt zu verlassen, doch Haise findet ihn und überzeugt ihn eines besseren. So wird Stephan wortbrüchig und heiratet die junge Frau.
Wieder schlägt das Schicksal erbarmungslos zu. Stephan rettet einen gemeinsam mit ihm die Straßenbahn benutzenden blassen jungen Mann mit Geigenkasten, als dieser von der Tram heruntersprang und sich dabei verletzte, durch beherztes Eingreifen. Der Fremde heißt Giacomo Spinetti und hat durch die Beinverletzung Probleme, zu gehen. Er bringt ihn zu sich heim, auf dass man Spinetti dort gesundpflegen werde. Stephan bemerkt nicht, dass sich alsbald zwischen Haise Huller und Spinetti Gefühle entwickeln. Und so scheint sich bald der Fluch des Vaters zu erfüllen, denn Stephans Frau fühlt sich von den verbalen Avancen Spinettis geschmeichelt. Stephan befindet sich zu dieser Zeit auf Reisen und ahnt nicht, wie sich die Dinge zwischen Haise und Giacomo entwickeln. Als er heimkehrt, gesteht Haise Stephan, dass sie ihn (zumindest gedanklich) betrogen habe. Der zornige Ehemann eilt aus dem Haus, gewahr werdend, dass ihn nun der väterliche Fluch des Eidbruchs ereilt hat. Die Gedanken wirbeln in Stephans Kopf herum, wie seinen Vater gelüstet es auch ihn nach Rache, gibt es ein unstillbares Verlangen danach, den ruchlosen Nebenbuhler zu ermorden. Doch als Stephan vor Spinetti steht, weiß er, dass er nicht töten kann. Die Pistole im Anschlag, kann Stephan nicht abdrücken, obwohl Giacomo ihn geradezu auffordert, ihn zu erschießen. Der blasse Geigenspieler macht Stephan klar, dass sich Haise bis zuletzt seiner Avancen erwehrt habe und es nicht zum Äußersten gekommen sei. Angesichts des großen Unglücks einer unerfüllten Liebe nimmt sich Spinetti daheim das Leben.

## Produktionsnotizen
Der Eid des Stephan Huller entstand im Frühjahr 1912 im Vitascope-Atelier in Berlins Frankfurter Straße Nr. 105, passierte mit dem ersten Teil am 24. April desselben Jahres die Filmzensur und wurde am 25. Mai in den Germania-Lichtspielen zu Charlottenburg uraufgeführt. Der zweite Teil lief am 14. September 1912 an. Der erste Teil besaß eine Länge von 833 Meter, verteilt auf drei Akte (bei der Neuzensur 1921 nur noch 749 Meter, verteilt auf vier Akte), der zweite Teil (nach Schnitten) 1033 Meter, verteilt auf ebenfalls vier Akte (nach der Neuzensurvorlage 1921 nur noch 985 Meter).
Hermann Fellner übernahm bei beiden Teilen die Produktionsleitung.

## Wissenswertes
Bei diesem Film handelt es sich um die erste Adaption des gleichnamigen Hollaender-Romans für das Kino, weitere sollten folgen. Vor allem E. A. Duponts Fassung unter dem Titel Varieté wurde 1925 ein künstlerischer wie kommerzieller Welterfolg.

## Rezeption
Das Salzburger Volksblatt lobte den Streifen in den höchsten Tönen: „Dieser Film, der nur von ersten Künstlern gespielt wurde, stellt alles bisher Dagewesene in den Schatten“.
Die Innsbrucker Nachrichten befanden, der Film verdiene es, „zu den besten kinematographischen Darbietungen gezählt zu werden.“